# Bill Cassidy
Dr. William Morgan Cassidy (1957. szeptember 28. –) amerikai orvos és politikus, Louisiana szenátora 2014 óta. A Republikánus Párt tagja, Louisiana állami szenátusában szolgált 2006 és 2009 között, illetve az Egyesült Államok Képviselőházában 2009 és 2015 között.
Cassidy egy gasztroenterológus, aki tanulmányait a Louisianai Egyetemen orvosi karán folytatta. 2006-ban választották be először az állami Szenátusbaa, a 16. választókerületből, amelynek része Baton Rouge. 2008-ban beválasztották az Egyesült Államok Képviselőházába, mikor legyőzte a demokrata Don Cazayoux-t. A rekonstrukciós korszak óta Louisiana első republikánus szenátora.
Cassidy volt a hét republikánus egyike volt, aki Donald Trump elítélése mellett szavazott a második felelősségre vonási meghallgatása alatt. Ennek következtében a Republikánus Párt megrovásban részesítette.

## Választási eredmények
| Párt | Jelölt        | Szavazatok       |
| ---- | ------------- | ---------------- |
|      | Bill Cassidy  | 712,330 (55.94%) |
|      | Mary Landrieu | 561,099 (44.06%) |

| Párt | Jelölt                      | Szavazatok       |
| ---- | --------------------------- | ---------------- |
|      | "Bill" Cassidy (hivatalban) | 243,553 (79.41%) |
|      | Rufus Holt Craig, Jr.       | 32,185 (10.49%)  |
| FÜG  | Richard Torregano           | 30,975 (10.10%)  |

| Párt | Jelölt                      | Szavazatok    |
| ---- | --------------------------- | ------------- |
|      | "Bill" Cassidy (hivatalban) | 138,607 (66%) |
|      | Merritt E. McDonald, Sr.    | 72,577 (34%)  |

| Párt | Jelölt          | Szavazatok    |
| ---- | --------------- | ------------- |
|      | "Bill" Cassidy  | 150,332 (48%) |
|      | "Don" Cazayoux  | 125,886 (40%) |
| FÜG  | Michael Jackson | 36,198 (12%)  |

| Párt | Jelölt                      | Szavazatok   |
| ---- | --------------------------- | ------------ |
|      | "Bill" Cassidy (hivatalban) | 33,463 (76%) |
|      | Troy "Rocco" Moreau         | 6,781 (15%)  |
|      | Richard Fontanesi           | 3,995 (9%)   |

| Párt | Jelölt         | Szavazatok  |
| ---- | -------------- | ----------- |
|      | "Bill" Cassidy | 8,394 (58%) |
|      | William Daniel | 5,472 (38%) |
|      | S.B.A. Zaitoon | 592 (4%)    |